# Belgrade (Texas)
Belgrade è una città fantasma degli Stati Uniti d'America della contea di Newton nello Stato del Texas.
| Controllo di autorità | VIAF (EN) 138555512 · LCCN (EN) n98081744 · J9U (EN, HE) 987007538058105171 |